# America Plaza (stacja kolejowa)
America Plaza – stacja niebieskiej, pomarańczowej i srebrnej linii lekkiej kolei miejskiej San Diego Trolley. Znajduje się w dzielnicy Downtown Core bezpośrednio przy najwyższym budynku w mieście, One America Plaza. Stacja i sąsiadujący z nią trzydziestopiętrowy wieżowiec, zbudowane zostały w 1991 roku.